# David McAllister
David James "Mac" McAllister (Berlín oeste, 12 de enero de 1971) es un político alemán, miembro de la Unión Demócrata Cristiana de Alemania (CDU). En 2010 fue elegido Ministro-Presidente de la Baja Sajonia en sustitución de Christian Wulff, aunque tras los resultados de elecciones regionales de 2013 perdió la mayoría en el parlamento regional y no pudo revalidar su gobierno. En la actualidad sigue siendo presidente de la CDU en la Baja Sajonia.
Desde 2014 se desempeña también como eurodiputado.
De origen escocés, McAllister goza de doble nacionalidad británico-alemana. Es abogado de profesión.

## Biografía

### Primeros años
McAllister nació en el Berlín oeste el 12 de enero de 1971, hijo de un padre escocés y de una madre alemana. Después de que sus padres se trasladaran en 1982 a la pequeña ciudad de Bad Bederkesa, situada en la Baja Sajonia, él también se trasladó a esta región. Entre 1989 y 1991 realizó el servicio militar como soldado del Bundeswehr, sirviendo en el 74.º Panzerbataillon con base en Cuxhaven. Entre 1991 y 1996 realizó sus estudios de derecho en la Universidad de Hanóver. Sus inicios en política se remontaban a 1994, cuando  McAllister se convirtió en secretario general de las juventudes de la CDU del Distrito de Cuxhaven. 

### Carrera política
Fue portavoz del grupo parlamentario cristianodemócrata en el Landtag de la Baja Sajonia desde 2003 hasta 2010. Desde 2008 ocupa la presidencia de la CDU regional.
El 1 de julio de 2010 asumió el cargo de Ministro-Presidente de la Baja Sajonia, tras la designación de su predecesor, el señor Christian Wulff, como Presidente de la República Federal Alemana. Con treinta y nueve años de edad se convirtió en el ministro-presidente de estado federado más joven de Alemania, al ser elegido por 80 votos a favor y 67 en contra. 
En enero de 2013 se celebraron las elecciones regionales de la Baja Sajonia: la CDU fue el grupo político más votado pero bajó considerablemente y, a pesar de formar coalición con los liberales del FDP, ambos no conseguían alcanzar la mayoría absoluta en el parlamento. El socialdemócrata Stephan Weil, con el apoyo del SPD y Die Grünen, fue elegido nuevo Ministro-Presidente bajo sajón el 19 de febrero de 2013.
Luego de su derrota en Baja Sajonia, McAllister fue el candidato de la CDU en las elecciones al Parlamento Europeo de 2014, siendo elegido como eurodiputado.